# Chromatoiulus vicinus
Chromatoiulus vicinus är en mångfotingart som först beskrevs av Karl Wilhelm Verhoeff 1903.  Chromatoiulus vicinus ingår i släktet Chromatoiulus och familjen kejsardubbelfotingar. Inga underarter finns listade i Catalogue of Life.